# Amalarico de Tiro
Amalarico de Tiro, también llamado Amalarico de Lusignan (1272 - Nicosia, 5 de junio de 1310) fue un príncipe chipriota y estadista de la casa de Lusignan, cuarto hijo del rey Hugo III de Chipre e Isabel de Ibelín. Recibió el título de señor de Tiro en 1291, poco antes de que la ciudad de cayera ante los mamelucos de Egipto. A menudo se le llama, aunque erróneamente, príncipe de Tiro.
En abril de 1306, con el apoyo de los barones, Amalarico obligó a su hermano Enrique II a que abdicar al trono. A partir de entonces gobernó Chipre como «rector, gobernador y administrador» hasta su asesinato.

## Biografía
Amalarico estuvo presente en la caída de Trípoli en 1289, en la cual condujo una compañía de caballeros y cuatro galeras de Chipre. Escapó al asedio de la ciudad junto con Lucía de Trípoli, y fue nombrado condestable del reino de Jerusalén en abril de 1289.
En 1290, se convirtió en señor de Tiro. Era el oficial al mando de la Torre maldita en el asedio de Acre en 1291, y escapó a la caída del reino de Jerusalén con su hermano, el rey Enrique II.
En 1300 Amalarico intentó combinar operaciones militares con los mongoles bajo Ghazan para retomar Tierra Santa. Él y otros chipriotas ocuparon la isla de Ruad, pero los mongoles no aparecieron y los occidentales se retiraron. Finalmente perdieron la isla por completo en el sitio de Ruad en 1303.
Cuando su hermano Enrique se hizo impopular en Chipre, Amalarico lo derrocó con la ayuda de los Caballeros Templarios y algunos de los barones, asumiendo los títulos de «gobernador y rector» el 26 de abril de 1306. El derrocamiento no fue violento; Enrique tenía pocos seguidores, y simplemente lo llevaron y confinaron en Strovolos.
El gobierno de Amalarico fue popular al principio, y reparó las relaciones con Venecia, Génova y los Caballeros Hospitalarios.
Sin embargo, cuando la Orden de los Templarios fue suprimida en 1307, se vio obligado a obedecer la directiva del papa de arrestar a sus miembros en Chipre, lo que resultó en un pequeño levantamiento a favor de Enrique en enero de 1308. Rápidamente colapsó, pero Amalarico se vio obligado a arrestar a varios nobles, incluidos Rubén de Montfort, Juan de Dampierre y varios miembros de la familia Ibelín. En abril, dos miembros de la familia Ibelín fueron exiliados a Armenia, y Juan of Dampierre fue herido de muerte por una turba después de intentar comunicarse con el rey Enrique. En febrero de 1310, Amalarico envió a su hermano al exilio en Armenia.
Amalarico fue asesinado por Simón de Montolif en Nicosia el 5 de junio de 1310 y enterrado en la catedral de Santa Sofía, en Nicosia. A su muerte, su hermano Emerico fue proclamado gobernador de Nicosia, pero pronto fue derrotado y encarcelado, y Enrique volvió a su trono.

## Descendencia
En 1292/1293 Amalarico se casó con la princesa armenia Isabel en la ciudad de Nicosia. Tuvieron cinco hijos y una hija:
- Hugo (fallecido entre 1318 y el 9 de abril de 1323), señor de Crusoche, casado con Eschiva de Ibelín (fallecida después de marzo de 1324).
- Enrique (asesinado antes del 9 de abril de 1323).
- Guido (muerto el 17 de abril de 1344, Armenia), rey de Armenia bajo el nombre de Constantino II. Se casó primero con una mujer de la familia Cantacuceno; luego con Teodora Sirgiana.
- Juan (asesinado el 7 de agosto de 1343), condestable y regente de Armenia.
- Bohemundo (asesinado el 17 de abril de 1344), conde de Corcyus, señor de Corico (1336), casado en 1340 Eufemia de Neghir (1325 - después de 1381), hija de Balduino de Neghir, mariscal de Armenia.
- Inés (María) (murió en 1309), se casó entre 1305 y 1306 con León III de Armenia (1297 - asesinado en 1307).

Después de la muerte de Amalarico, su viuda e hijos permanecieron en Armenia; únicamente su hija fallecería de muerte natural, su viuda e hijos serían asesinados.